# Protigverilsko bojevanje
Protigverilsko bojevanje je vojaški izraz, ki označuje vojaške operacije proti gverilcem oz. vstajnikom, s katerimi se skuša izničiti njihova prednost, ki jim jo nudi narava bojevanja.
Pomemben del protigverilskega bojevanja so tudi nevojaške operacije, ki temeljijo na skupku političnih, gospodarskih, propagandnih, psiholoških in drugih ukrepov. Cilj slednjih je odpravljanje vzrokov za pojav upora in propagandne operacije, pridobitev podpore javnosti in hkratna diskreditacija uporniških skupin, zaščita civilnega prebivalstva pred nasiljem gverilcev in okrepitev ugleda vlade.